# Hubert Ferrer
Hubert Ferrer (Algeri, 26 gennaio 1937) è un ciclista su strada e pistard francese, professionista dal 1960 al 1967.

## Carriera
Iniziata l'attività di corridore tra i dilettanti nel 1954, si fece notare per la sua vittoria nel campionato militare francese nel 1959; divenne così professionista l'anno successivo, con il team Mercier-BP-Hutchinson, vincendo già alla prima stagione il Bretagne Classic Ouest-France. In carriera colse vari piazzamenti in corse minori, e partecipò a quattro Tour de France; nel primo fu rappresentante della Francia, nel secondo fu gregario di Raymond Poulidor, e nei due successivi fu gregario di Jan Janssen.
Dopo la sua unica partecipazione alla Vuelta a Espana nel 1957, dove colse un terzo posto di tappa, decise di ritirarsi.

## Palmarès

### Strada
- 1960 (Mercier - BP - Hutchinson, una vittoria)

Bretagne Classic Ouest-France

#### Altri successi
- 1959 (Urago - d'Alessandro)

Campionati francesi, Prova in linea militari
- 1960 (Mercier - BP - Hutchinson)

Criterium di Baud
Criterium di Rostrenen
- 1961 (Mercier - BP - Hutchinson)

Criterium di Bothsorel
Criterium di Bubry
Grand Prix de Fourgeres
Poly Bretonne
Criterium di Quemper-Guézennec
- 1962 (Mercier - BP - Hutchinson)

Criterium di Plancoët
- 1963 (Mercier - BP - Hutchinson)

Criterium di Brest
- 1964 (Pelforth - Sauvage - Lejeune)

Criterium di Lanrélas
- 1965 (Pelforth - Sauvage - Lejeune)

Criterium di Lanester
Criterium di Plancoët
- 1966 (Pelforth - Sauvage - Lejeune)

Criterium di La Trimouille
Criterium di Ploërdut
Criterium di Quimperlé
Criterium di Sizun
- 1967 (Mercier - BP - Hutchinson)

Criterium di Pommeret

## Piazzamenti

### Grandi Giri
- Tour de France

1960: non partito (15ª tappa)
1962: fuori tempo massimo (14ª tappa)
1964: 54°
1965: 92°
- Vuelta a España

1967: 72°

### Classiche monumento
- Milano-Sanremo

1965: 41°
1967: 109°
- Giro di Lombardia

1963: 36°